# Hülser Berg (Stadtteil)
Der Hülser Berg ist mit 554 Bewohnern der einwohnerärmste Stadtteil Krefelds. Der 784 Hektar große Stadtteil liegt im Nordwesten der Stadt, auf dem Gebiet der Gemarkung Traar und ist der nördlichste Stadtteil Krefelds. Hier findet sich auch die höchste natürliche Erhebung der Stadt, der Hülser Berg mit 63 Metern.